# Georgi Bliznashki
Georgi Bliznashki es un político búlgaro y exdiputado al Parlamento Europeo (MEP). Fue miembro de la Coalición por Bulgaria, parte del Partido Socialista Europeo, y se convirtió y fue diputado al Parlamento Europeo desde el 1 de enero de 2007 hasta junio de 2007 con la adhesión de Bulgaria a la Unión Europea. Nació en Skravena, Óblast de Sofía.

## Expulsión del Partido Socialista
Bliznashki fue expulsado del BSP en marzo de 2014 después de que expresó su desacuerdo con la política del partido. El 6 de agosto de 2014 fue nombrado primer ministro interino de Bulgaria. El gobierno de Bliznashki terminó con la elección de un nuevo gobierno dos meses después..